# Calceolaria micans
Calceolaria micans är en toffelblomsväxtart som beskrevs av U. Molau. Calceolaria micans ingår i släktet toffelblommor, och familjen toffelblomsväxter. Inga underarter finns listade i Catalogue of Life.